# Locomotiva 2-2-2

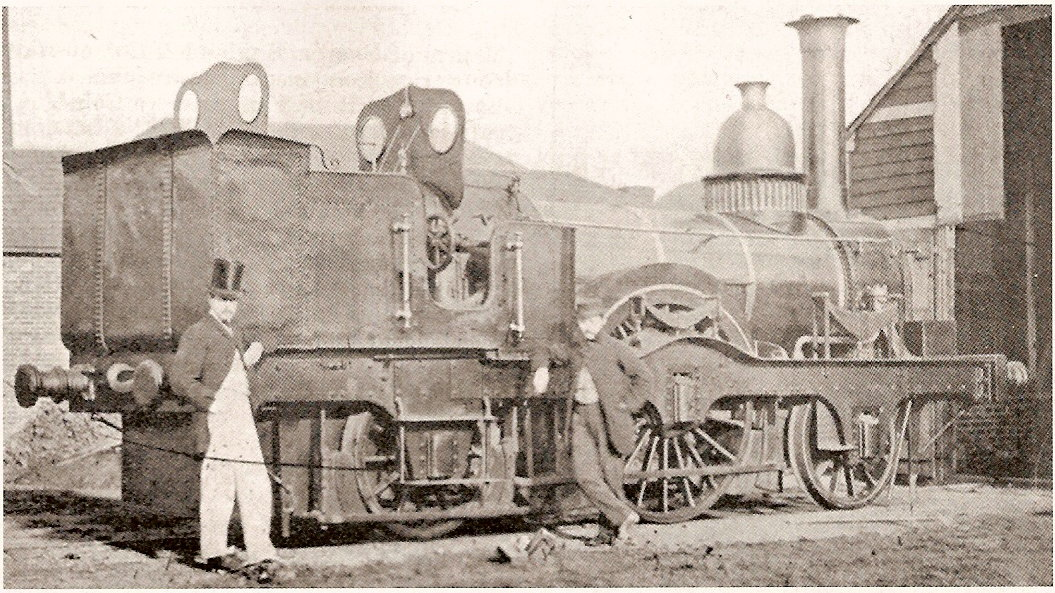
Uma fotografia da metade da era Vitoriana mostrando uma 2-2-2WT da Coln Valley and Halstead Railway no galpão da empresa.

Um arranjo 2-2-2 na Classificação Whyte para locomotivas a vapor tem a seguinte classificação: duas rodas lideres, duas motrizes e duas rodas não tracionadas.Este tipo de configuração é conhecido como Jenny Lind, chamada desse nome em honra da cantora de ópera Jenny Lind, que tinha um arranjo de rodas 2-2-2, e que foi previamente concebida em 1847.
Um exemplo preservado é uma U.S. 2-2-2, Pioneer, que esta exposta no Museu Smithsonian. Desde 2004 fechada ao público.
Outras equivalências da classificação são:
Classificação UIC: 1A1 (também conhecida na Classificação Alemã e na Classificação Italiana)

Classificação Francesa: 111

Classificação Turca: 13

Classificação Suíça: 1/3
No Reino Unido algumas locomotivas 2-2-2 foram feitas por James Holden como resultado de seus experimentos removendo a barra lateral da roda de uma locomotiva 2-4-0.